# Anthophila ialeura
Anthophila ialeura is een vlinder uit de familie glittermotten (Choreutidae). De wetenschappelijke naam van deze soort is voor het eerst geldig gepubliceerd in 1912 door Meyrick.
De soort komt voor in tropisch Afrika.